# دفتر امنیت ارتباطات حکومت
دفتر امنیت ارتباطات حکومت (به انگلیسی: Government Communications Security Bureau) (به مائوری:Te Tira Tiaki) وزارت خدمات عمومی و سازمان اطلاعاتی شنود الکترونیک نیوزیلند است که با گردآوری و تحلیل اطلاعات، امنیت ملی این کشور را تأمین می‌کند.
بر پایه وبگاه دفتر امنیت ارتباطات حکومت، مأموریت این سازمان، تأمین امنیت ملی نیوزیلند با فراهم‌آوری تضمین اطلاعات و امنیت سایبری، اطلاعات خارجی، و کمک به دیگر سازمان‌های حکومت نیوزیلند است.

## تاریخچه
دفتر امنیت ارتباطات حکومت در سال ۱۹۷۷ (میلادی) در هنگام نخست‌وزیری رابرت مالدون بنیان‌گذاری شد.
پیش از آن، چنین وظایفی بر عهده سه سازمان بودند:
- امنیت ارتباطات، وظیفه کمیته امنیت ارتباطات مجلس نمایندگان نیوزیلند بود که ستاد آن بین دفتر نخست‌وزیر نیوزیلند و وزارت امور خارجه و تجارت نیوزیلند بود.
- شنود الکترونیک، مسئولیت سازمان سیگنال‌های ترکیبی بود که وزارت دفاع نیوزیلند آنرا اداره می‌کرد.
- کارهای ضد شنود، وظیفه سرویس امنیت اطلاعات نیوزیلند بودند.

پس از بنیان‌گذاری دفتر امنیت ارتباطات حکومت، این سه وظیفه به آن سازمان سپرده شد. این سازمان، رسماً بخشی از وزارت دفاع نیوزیلند بود و کارها و کارکردهای آن بسیار پنهان بودند تا جاییکه حتی هیئت دولت نیوزیلند هم از آن خبر نداشت. بااین‌وجود در دهه ۱۹۸۰ (میلادی) اطلاعات مربوط به آن منتشر شد. در آغاز، نقش امنیتی دفتر امنیت ارتباطات حکومت و سپس کارکرد شنود الکترونیک آن آشکار شد.
در دهه ۱۹۸۰ دفتر امنیت ارتباطات حکومت از وزارت دفاع نیوزیلند جدا و مستقل شد. اما در سال ۲۰۰۰ (میلادی) بود که تصمیم گرفته شد دفتر امنیت ارتباطات حکومت به یک سازمان دولتی با حقوق مشخص تبدیل شود. این تصمیم با تصویب لایحه دفتر امنیت ارتباطات حکومت (۲۰۰۳) اجرایی شد.
در سال ۲۰۰۱ (میلادی) دفتر امنیت ارتباطات حکومت، مرکز حفاظت از زیرساخت‌های بحرانی را با وظیفه دستیاری در حفاظت از زیرساخت‌های بحرانی از تهدیدهای اطلاعاتی، پایه‌گذاری کرد. مرکز ملی امنیت سایبری در سپتامبر ۲۰۱۱ در دفتر امنیت ارتباطات حکومت آغاز به کار کرد و جای مرکز حفاظت از زیرساخت‌های بحرانی را گرفت.

## کارکنان و بودجه
دفتر امنیت ارتباطات حکومت، سازمانی دولتی با حقوقی مشخص است که ستاد آن در ولینگتون قرار دارد. این سازمان از طریق اداره‌کننده خود به آن وزیری پاسخگو است که مقام اطلاعاتی دارد که بر پایه پیمان‌نامه، همیشه نخست‌وزیر نیوزیلند است. کارکردهای اصلی دفتر امنیت ارتباطات حکومت، گردآوری و پردازش اطلاعات، توزیع اطلاعات [احتمالاً میان سازمان‌های دولتی]، امنیت فناوری اطلاعات، فناوری و مدیریت هستند. دفتر امنیت ارتباطات حکومت، کمی بیش از ۴۰۰ کارمند دارد که رشته‌های گوناگونی چون کارشناسان زبان‌های خارجی، متخصصان ارتباطات و رمزنگاری، مهندس، تکنیسین، و بخش پشتیبانی را در بر می‌گیرد.
در سال مالی ۲۰۱۵–۲۰۱۶ بودجه دفتر امنیت ارتباطات حکومت ۸۹/۶ میلیون دلار نیوزیلند بود. نماینده پیشین مجلس نیوزیلند از حزب سبز نیوزیلند، کیث لاک می‌گوید که با وجود توجهی که دفتر امنیت ارتباطات حکومت به خاطر زیرنظرگرفتن کیم داتکام به خود جلب کرده، دربارهٔ ارزش آن بحث‌های عمومی کمی شده‌است. با توجه به شکست‌های امنیتی، کیث لاک، شایستگی دفتر امنیت ارتباطات حکومت را برای حفاظت از رایانه‌های دولتی، زیر سؤال برد. گزارش دبیر هیئت دولت، ربکا کیتریج به «کمبود منابع و نبود کارکنان قانونی» اشاره می‌کند.

## بازرسی
بازرس ارشد اطلاعات و امنیت (نیوزیلند) از دفتر امنیت ارتباطات حکومت (و دیگر سازمان‌های اطلاعاتی) بازرسی می‌کند. همچنین دفتر بازرس ارشد، سِمَت‌هایی چون معاون بازرس ارشد و شماری کارکنان بازرسی را در خود جای می‌دهد. دو مشاور حقوقی نیز به بازرس ارشد، مشاوره می‌دهند.
نخست‌وزیر نیوزیلند، هر دو مقام اداره‌کننده دفتر امنیت ارتباطات حکومت و بازرس ارشد اطلاعات و امنیت را برمی‌گزیند. استادیار رشته حقوق دانشگاه آکلند، بیل هاج، می‌گوید که بازرس ارشد اطلاعات باید از سوی مجلس نیوزیلند و نه نخست‌وزیر برگزیده شود. نخست‌وزیر پیشین، جفری پالمر با این گفته موافق است و می‌گوید: «باید بین این سازمان و بازرس ارشدی که از آن بازرسی می‌کند جدایی باشد».

## عملیات

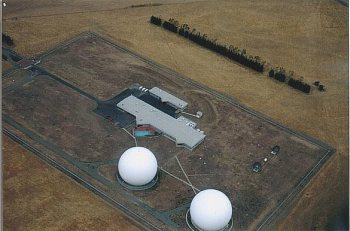
ایستگاه وایهوپای در جزیره جنوبی نیوزیلند که ارتباطات ماهواره‌ای را رهگیری می‌کند.

کارکرد دفتر امنیت ارتباطات حکومت شامل شنود الکترونیک، امنیت ارتباطات، کارهای ضد شنود، و امنیت رایانه می‌شود. دفتر امنیت ارتباطات حکومت، ماهیت ارتباطاتی را که رهگیری می‌کند برای عموم مردم آشکار نمی‌کند. نویسندگانی چون نیکی هگر، بارها به این موضوع به عنوان بخشی از برنامه اشلون اشاره کرده‌اند. در سال ۲۰۰۶ (میلادی) پس از مرگ نخست‌وزیر پیشین، دیوید لینگ، گزارشی مربوط به سال‌های ۱۹۸۵–۱۹۸۶ در میان اسناد او پیدا شد که به اشتباه منتشر شده بود. این گزارش، فهرستی از کشورها را به عنوان اهداف دفتر امنیت ارتباطات حکومت معرفی می‌کرد که ژاپن، فیلیپین، آرژانتین، فرانسه، ویتنام، و بسیاری از کشورهای کوچک اقیانوسیه از جمله آنها بودند. دیپلمات‌های سازمان ملل متحد نیز جزء دیگر این فهرست بودند. نیکی هگر در کتاب خود می‌گوید که در هنگام جنگ سرد، جا و فعالیت کشتی‌های اتحاد جماهیر شوروی سوسیالیستی (از جمله کشتی‌های غیرنظامی، مانند کشتی‌های ماهی‌گیری) مورد توجه ویژه دفتر امنیت ارتباطات حکومت بودند.
برای انجام شنود الکترونیک، دفتر امنیت ارتباطات حکومت دو پایگاه شنود اصلی دارد که یکی از آنها پایگاه رهگیری ارتباطات ماهواره‌ای دفتر امنیت ارتباطات حکومت در ایستگاه وایهوپای در نزدیکی بلنیم در جزیره جنوبی و دیگری پایگاه رهگیری ارتباطات رادیویی در ایستگاه تانگی‌موآنا در نزدیکی پالمرستون نورث است. در ۱۶ مارس ۲۰۱۵ پیمانکار پیشین آژانس امنیت ملی ایالات متحده آمریکا، ادوارد اسنودن فاش کرد که دفتر امنیت ارتباطات حکومت، یک پایگاه شنود پنهانی با نام رمز «کاپریکا» در دفتر کمیساریای عالی نیوزیلند در هونیارا پایتخت کشور جزایر سلیمان دارد. بر پایه‌گذارش‌ها پایگاه «کاپریکا» از روی پایگاه‌های پایگاه‌های آژانس امنیت ملی در سفارت‌های منتخب آمریکا در کشورهای جهان، الگوبرداری شده بود.
دفتر امنیت ارتباطات حکومت به خاطر تمرکز خود بر گردآوری اطلاعات خارجی شناخته می‌شود اما قانوناً نمی‌تواند اطلاعات شهروندان نیوزیلند را گردآوری کند. برای همین این سازمان برای گردآوری اطلاعات شهروندان نیوزیلند به سرویس امنیت اطلاعات نیوزیلند وابسته است. اگر دفتر امنیت ارتباطات حکومت، داده ارتباطی شهروندان نیوزلند را گردآوری کند برخلاف قانون اصلاحیه دفتر امنیت ارتباطات حکومت است.

### برنامه راهبردی ۲۰۱۶ – ۲۰۲۰
برنامه راهبردی ۲۰۱۶–۲۰۲۰ آرمان‌های لازم به دستیابی دفتر امنیت ارتباطات حکومت تا سال ۲۰۲۰ (میلادی) را مشخص می‌کند. دو آرمان پایه این برنامه، ۱) زیرساخت نفوذناپذیر و ۲) اطلاعات ضروری هستند. «مهمترین زیرساخت‌های اطلاعاتی نیوزیلند در برابر تهدیدهای ناشی از فناوری، نفوذناپذیر هستند. ما این آرمان را زیرساخت نفوذناپذیر می‌نامیم؛ همچنین اطلاعات نیوزیلند، سیاست‌گذاری و تاثیر عملیاتی یکتایی را پدید می‌آورد. ما این آرمان را اطلاعات ضروری می‌نامیم.» آنها تلاش دارند این کار را با تعیین هشت هدف اولویتی انجام دهند که بکارگیری و حفظ بهترین کارمندان، جایگزینی زیرساخت‌های رده‌بالا، و ادامه به‌روزرسانی دسترسی و Tradecraft دفتر امنیت ارتباطات حکومت از جمله آنها هستند.ب

## ایستگاه وایهوپای
ایستگاه وایهوپای در دره وایهوپای در نزدیکی بلنیم به عنوان مجموعه نظارت بر ارتباطات ماهواره‌ای از سال ۱۹۸۹ (میلادی) آغاز به کار کرد. کیث لاک، این مجموعه را بخشی از برنامه اشلون می‌داند. دربارهٔ جزئیات این پایگاه، دانش کمی وجود دارد اما باور بر این است که ایستگاه وایهوپای، همه تماس‌های تلفنی، دورنگار، ایمیل، و داده ارتباطی رایانه‌ای را رهگیری می‌کند. این پایگاه، هدف معمولی برای معترضان و کنشگران است که تلاش دارند بسته شود. کارزار ضد پایگاه‌ها وایهوپای، هر سال روبروی این پایگاه تظاهرات برگزار می‌کنند.

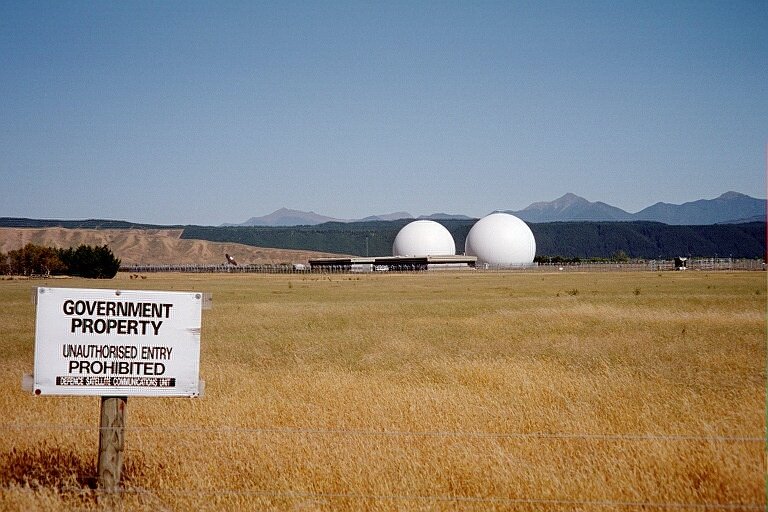
هشدار ممنوعیت راهیابی به ایستگاه وایهوپای

## ایستگاه تانگی‌موآنا
ایستگاه تانگی‌موآنا در نزدیکی پالمرستون نورث در سال ۱۹۸۲ (میلادی) آغاز به کار کرد که جایگزین پایگاه ارتباطات نیروی دریایی ایریرانگی در نزدیکی وایئورو شد. به باور فدراسیون دانشمندان آمریکایی، ایستگاه تانگی‌موآنا بخشی از برنامه اشلون است. این نقش، نخستین‌بار در سال ۱۹۸۴ (میلادی) توسط پژوهشگر صلح، اون ویلکس فاش شد و روزنامه‌نگار مستقل و کنشگر صلح، نیکی هگر دربارهٔ جزئیات آن پژوهش کرد.

## فعالیت‌های مهم و جنجال‌ها

### گماشتن ایان فلچر
در فوریه ۲۰۱۲ دیپلمات پیشین، ایان فلچر به سمت اداره‌کننده دفتر امنیت ارتباطات حکومت برگزیده شد که پیش از آن، دیپلمات بود. فلچر پس از آن به مصاحبه کاری با هیئت گزینش دعوت شد که پیش از آن، نخست‌وزیر نیوزیلند، جان کی، چهار نامزد نهایی پیشنهادی از سوی کمیسیونر خدمات دولتی را رد کرده بود. در مارس ۲۰۱۳ جان کی اعتراف کرد که ایان فلچر را از دوران مدرسه می‌شناخته اما دوست بودن آنها با یکدیگر را رد کرد.
در مجلس نیوزیلند، جان کی در پاسخ به پرسش‌ها دربارهٔ گزینش ایان فلچر، گفت که «او را برای مدت طولانی ندیده‌است». جان کی در پاسخ به نخستین پرسش مجلس دربارهٔ نگفتن تماس تلفنی گرفتن با ایان فلچر گفت «چون فراموش کرده بود». اداره‌کننده پیشین دفتر امنیت ارتباطات حکومت، بروس فرگوسن گفت که روش دخالت جان کی در فرایند گزینش، «مزاحمت‌بار» بوده‌است. حزب کارگر نیوزیلند خواهان بازرسی در این باره شد.

### جاسوسی غیرقانونی
کمی پیش از انتصاب ایان فلچر، آشکار شد که دفتر امنیت ارتباطات حکومت، به شکل غیر قانونی از کیم داتکام (با ملیت آلمان و ساکن نیوزیلند) جاسوسی می‌کرده‌است. بر پایه قانون اساسی نیوزیلند، دفتر امنیت ارتباطات حکومت نمی‌تواند از ساکنان نیوزیلند، جاسوسی کند. دفتر امنیت ارتباطات حکومت اعتراف کرد که سرپرست آن هنگام دفتر امنیت ارتباطات حکومت، هیو ولفنسون از این جاسوسی با خبر بوده‌است. باور بر این است که پس از اثبات جاسوسی اشتباهی از کیم داتکام، هیو ولفنسون مجبور به ترک اجباری جایگاه خود شده‌است. در دسامبر ۲۰۱۲ دادگاه عالی نیوزیلند حکم داد که به دلیل آسیب‌های وارده، کیم داتکام می‌تواند از دفتر امنیت ارتباطات حکومت شکایت کند. دادستان کل نیوزیلند درخواست بازنگری این حکم را داد اما رد شد. در مارس ۲۰۱۳ نیوزیلند هرالد گزارش کرد که هیو ولفنسون به دلیل افشاگری‌های تازه دربارهٔ او، دیگر برای سازمان اطلاعاتی دفتر امنیت ارتباطات حکومت کار نمی‌کند.

### گزارش کیتریج
در پیامد رسوایی کیم داتکام، دبیر هیئت دولت، ربکا کیتریج دربارهٔ سازگاری عملکرد دفتر امنیت ارتباطات حکومت با قانون، و ساختار و فرایندهای داخلی آن سازمان بازرسی کرد. در آوریل ۲۰۱۳ گزارش کیتریج به رسانه‌ها درز کرد. این گزارش با گفته‌های اداره‌کننده دفتر امنیت ارتباطات حکومت، ایان فلچر ناسازگار بود که گفته بود این سازمان، هرگز از کسی به غیر از کیم داتکام جاسوسی غیرقانونی نکرده‌است. زیرا آشکار شد که دفتر امنیت ارتباطات حکومت ممکن است بین آوریل ۲۰۰۳ تا سپتامبر ۲۰۱۲ دستکم از ۸۵ تَن به صورت غیرقانونی جاسوسی کرده باشد.
فرفاکس مدیا گزارش کرد «این گزارش به شماری از شکست‌ها مانند کمبود منابع و نبود کارکنان قانونی اشاره می‌کند که به جاسوسی غیر قانونی انجامیده‌است». یافت شد که «ساختار دفتر امنیت ارتباطات حکومت، بسیار پیچیده‌است، ریاست آن قدرت زیادی دارد، و کارکنانی که عملکرد ضعیفی دارند به جای عزل شدن یا التزام به رعایت ادب، تحمل می‌شوند؛ بنابراین اخراج آنها از آن سازمان، ریسک امنیتی ایجاد نمی‌کند». حزب سبز از پلیس نیوزیلند خواست که دربارهٔ جاسوسی غیرقانونی دفتر امنیت ارتباطات حکومت، تحقیق کند.
همچنین کیترینگ گفت که او برای دسترسی به‌شماری «پرونده‌های پایه» دردسر زیادی کشیده‌است. نخست‌وزیر، جان کی گفت که هیچ «سرپوش‌گذاری» درکار نبوده‌است و احتمالاً پرونده‌ها یا اشتباه شده‌اند یا اساساً از آغاز، وجود نداشته‌اند.

### اصلاحیه قانونی
در ۱۸ مه ۲۰۱۳ جان کی «لایحه اصلاحیه دفتر امنیت ارتباطات حکومت و مصوبات مربوطه» را ارائه کرد که قدرت دفتر امنیت ارتباطات حکومت را تا جایی بالا می‌برد که بتواند اطلاعات همه مردم نیوزیلند را گردآوری کند تا دیگر سازمان‌های دولتی، مانند پلیس نیوزیلند، وزارت دفاع نیوزیلند، و سرویس امنیت اطلاعات از آن استفاده کنند. بر پایه این لایحه، دفتر امنیت ارتباطات حکومت سه کارکرد اصلی خواهد داشت: ۱) به گردآوری اطلاعات خارجی، ادامه می‌دهد اما اجازه جاسوسی از مردم نیوزیلند را ندارد. ۲) به دفتر امنیت ارتباطات حکومت اجازه قانونی می‌دهد که پلیس، وزارت دفاع، و سرویس امنیت اطلاعات را دستیاری کند ۳) کارکرد امنیت سایبری دفتر امنیت ارتباطات حکومت را افزایش می‌دهد که حفاظت از سامانه‌های شبکه‌ای بخش خصوصی را نیز در بر می‌گیرد.
درحالیکه این قانون از سوی حزب حاکم (حزب ملی نیوزیلند) و احزاب موتلفه آن (ACT New Zealand و United Future) و پیتر دان پشتیبانی می‌شد حزب کارگر و حزب سبز، چندین گروه چپ‌گرا، کیم داتکام، انجمن قانون نیوزیلند، و دیوان حقوق بشر با آن مخالفت کردند. در ۲۷ ژوئیه ۲۰۱۳ مخالفان لایحه اصلاحیه دفتر امنیت ارتباطات حکومت، اعتراضات ملی را در ۱۱ شهر اصلی برگزار کرده و هزاران نفر در آن شرکت کردند. منتقدان لایحه اصلاحیه دفتر امنیت ارتباطات حکومت می‌گفتند که این قانون، نیوزیلند را به یک حکومت پلیسی، مانند آلمان شرقی تبدیل می‌کند. آنها به رمان ۱۹۸۴ جرج اورول و افشاگری‌های اسناد ادوارد اسنودن دربارهٔ آژانس امنیت ملی اشاره کردند. در پاسخ، جان کی اعلام کرد که این تظاهرات، نشانه دموکراسی سالم است که به مردم اجازه می‌دهد که صدای خود را برای لحظه‌ای به گوش دیگران برسانند.

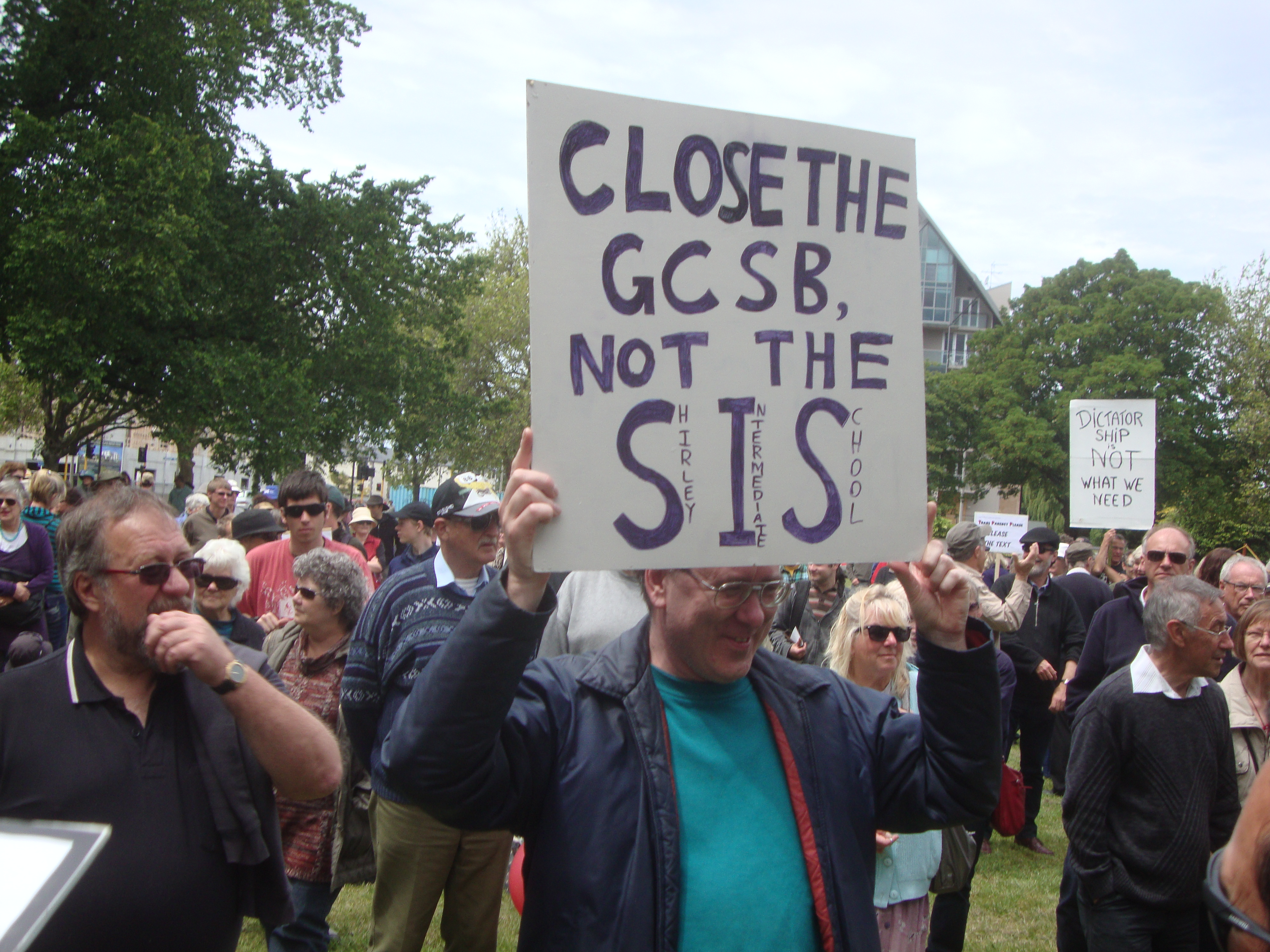
اعتراض به لایحه اصلاحیه دفتر امنیت ارتباطات حکومت و ازدست‌رفتن دموکراسی (کرایست‌چرچ، دسامبر ۲۰۱۲)

در ۱۴ اوت ۲۰۱۳ جان کی به آنچه را که «اطلاعات نادرست» دربارهٔ لایحه اصلاحیه دفتر امنیت ارتباطات حکومت می‌دانست اشاره کرد و ادعا کرد که کارهای دفتر امنیت ارتباطات حکومت همانند ضدویروس نورتون است. در ۲۱ اوت ۲۰۱۳ مجلس نمایندگان نیوزیلند با ۶۱ رای موافق در برابر ۵۹ رای مخالف، لایحه اصلاحیه دفتر امنیت ارتباطات حکومت را تصویب کرد. با وجود اعتراض احزاب مخالف، گروه‌های حقوق بشر، وکلای حقوقی، و گروه‌های فناوری، اما بازخوانی بار سوم لایحه اصلاحیه دفتر امنیت ارتباطات حکومت نیز تصویب شد. جان کی با این توجیه که این قانون، اجازه جاسوسی تمام‌عیار از مردم نیوزیلند را نمی‌دهد و مخالفان این لایحه از آن برداشت اشتباهی دارند از این لایحه، دفاع کرد.

### نظارت گسترده بر کابل ساترن کراس
در سال ۲۰۱۳ نیوزیلند هرالد گزارش کرد که مالکان کابل ساترن کراس (که نزدیک به ۹۵٪ ترافیک اینترنت نیوزیلند از آن می‌گذرد) برای نظارت گسترده بر اینترنت نیوزیلند با استفاده از آن کابل، از آژانس امنیت ملی خواسته‌اند که به آنها پول بدهد. در مه ۲۰۱۴ معاون جنبش مانا، جان مینتو ادعا کرد که آژانس امنیت ملی بر همه فراداده و درونمایه‌ای که برای نیوزیلند از این کابل می‌گذرد نظارت می‌کند.
در اوت ۲۰۱۴ co-leader رهبر حزب سبز، راسل نورمن گفت که یک پایگاه رهگیری روی کابل ساترن کراس نصب شده‌است. او گفت از آنجاییکه این کابل، تنها راه دسترسی مخابراتی نیوزیلند است این به حکومت نیوزیلند اجازه می‌دهد از همه تماس‌های تلفنی و ترافیک اینترنت نیوزیلند جاسوسی کند. گفته‌های نورمن به دنبال افشای آن بود که یکی از مهندسان آژانس امنیت ملی در اوایل سال ۲۰۱۴ (میلادی) از آمریکا به نیوزیلند رفته بود تا دربارهٔ چگونگی رهگیری ترافیک داده‌های عبوری از کابل ساترن کراس گفتگو کند. دفتر حزب ملی (حزب نخست‌وزیر نیوزیلند) این ادعاها را رد کرد اما پذیرفت که آنها دربارهٔ «برنامه دسترسی به کابل» با آژانس امنیت ملی گفتگو می‌کرده‌است اما از شفاف‌سازی دربارهٔ آنچه گفتگو شده یا اینکه چرا پای آژانس امنیت ملی وسط بوده، خودداری کرد.

### افشاگری سال ۲۰۱۵ ادوارد اسنودن
در ۵ مارس ۲۰۱۵ وبگاه اینترسپت و روزنامه نیوزیلند هرالد فاش کردند که دفتر امنیت ارتباطات حکومت از کشورهای همسایه خود در اقیانوس آرام جنوبی، از جمله تووالو، نائورو، کیریباتی، ساموآ، وانواتو، جزایر سلیمان، فیجی، تونگا، و ناحیه‌های فرادریایی فرانسه در کالدونیای نو و پلی‌نزی فرانسه جاسوسی می‌کند. اینترسپت، اسنادی را ارائه کرد که ادوارد اسنودن فاش کرده بود. این اسناد نشان می‌دادند که دفتر امنیت ارتباطات حکومت، اطلاعاتی را که گردآوری می‌کند برای پر کردنِ خلاهای شبکه اطلاعات جهانی به آژانس امنیت ملی می‌فرستد. بیشتر این نظارت در ایستگاه وایهوپای انجام می‌شود. در دوره نخست‌وزیری جان کی، دفتر امنیت ارتباطات حکومت، کارهای گردآوری اطلاعات خود را برای پشتیبانی از فایو آیز گسترش داد.
بر پایه پژوهش روزنامه‌نگار و کنشگر صلح، نیکی هگر، دفتر امنیت ارتباطات حکومت از یک نظارت‌گر هدفمند اهداف در اقیانوس آرام جنوبی به یک گردآورنده گسترده ایمیل و تماس‌های تلفنی تبدیل شده‌است. او افزود که این سازمان جاسوسی، پایگاه جاسوسی وایهوپای را در سال ۲۰۰۹ (میلادی) به‌روزرسانی کرده تا به جای نظارت هدفمند افراد و سازمان‌ها، هم فراداده و هم درونمایه همه ارتباطات را گردآوری کند. بر پایه اسناد ادوارد اسنودن، دفتر امنیت ارتباطات حکومت، طیف گسترده‌ای از اطلاعات الکترونیک، شامل ایمیل، تماس‌های تلفن همراه و تلفن ثابت، و پیام‌های شبکه‌های اجتماعی را از بسیاری از کشورهای اقیانوس آرام جنوبی را گردآوری می‌کرده‌است. همچنین ادوارد اسنودن گفت که یکی از افسران دفتر امنیت ارتباطات حکومت با اداره سیگنال‌های استرالیا همکاری می‌کرده تا از تماس‌های تلفنی شرکت مخابرات تلفن همراه تلکومسل در اندونزی جاسوسی کند.
احزاب مخالف، مانند co-leader رهبر حزب سبز، راسل نورمن؛ و رهبر حزب کارگر، اندرو لیتل، نظارت گسترده دفتر امنیت ارتباطات حکومت را به چالش کشیدند. اندرو لیتل به مطبوعات گفت: نیوزیلند در رابطه خود با کشورهای اقیانوس آرام جنوبی ریسک کرده و کارهای دفتر امنیت ارتباطات حکومت، تهاجم به حریم شخصی مردم است. در سال ۲۰۱۴ نیوزیلند با پشتیبانی همه کشورهای اقیانوس آرام جنوبی و با شعار «نیوزیلند از حق کشورهای کوچک، دفاع می‌کند» به عنوان عضو غیر دائم شورای امنیت سازمان ملل متحد برگزیده شد. حزب سبز همچنین از دفتر امنیت ارتباطات حکومت به بازرس ارشد اطلاعات و امنیت شکایت کرد که این سازمان اطلاعاتی با جاسوسی از شهروندان نیوزیلند که برای تعطیلات به کشورهای اقیانوس آرام جنوبی رفته‌اند قانون را زیر پا گذاشته‌است. در پاسخ، اداره‌کننده پیشین دفتر امنیت ارتباطات حکومت، برایان فرگوسن اعلام کرد این سازمان جاسوسی، ایمیل و دیگر ارتباطات الکترونیک را گردآوری نکرده‌است اما از اطلاعات نیوزیلندی‌ها که به اشتباه بدست آمده، استفاده نمی‌کند.
نخست‌وزیر تونگا، آکیلیسی پوهیوا کارهای جاسوسی نیوزیلند را «نقض اعتماد» دانست. او همچنین نگرانی خود را دربارهٔ کارهای نظارتی مشابهی که چین انجام می‌دهد بیان کرد. در مقابل، نخست‌وزیر ساموآ تویلائیپا آیونو سایلله مالیلگایی ادعاهای جاسوسی نیوزیلند علیه ساموآ را رد کرد و گفت: «این بسیار دور از ذهن است که فکر کنیم یک سازمان جاسوسی در هر کشوری، منابع خود را برای چنین کاری در مورد ساموآ هدر بدهد». در ۵ مارس ۲۰۱۵ در پاسخ به این افشاگری‌ها نخست‌وزیر نیوزیلند، جان کی در بیانیه‌ای گفت که او این موضوع را که سازمان‌های جاسوسی نیوزیلند از کشورهای اقیانوس آرام جنوبی جاسوسی می‌کنند «رد یا تایید نمی‌کند». جان کی پیش از آن در یک سخنرانی دربارهٔ اعزام سربازان نیوزیلندی به عراق برای جنگ علیه داعش اعلام کرده بود که نیوزیلند عضو اتحادیه فایو آیز است که آمریکا، بریتانیا، استرالیا، نیوزیلند، و کانادا را در بر می‌گیرد.
در ۱۱ مارس ۲۰۱۵ ادوارد اسنودن فاش کرد که دفتر امنیت ارتباطات حکومت از ایستگاه وایهوپای برای رهگیری ارتباطات چندین کشور کناره اقیانوس آرام و آسیایی (مانند ویتنام، چین، هند، پاکستان) و چند کشور نامعلوم در آمریکای جنوبی استفاده می‌کند. او افزود که دفتر امنیت ارتباطات حکومت به آژانس امنیت ملی در پرکردن خلاهای گردآوری داده برای نظارت جهانی، کمک می‌کند. در پاسخ به افشاگری‌های اسنودن، سرپرست اداره‌کننده دفتر امنیت ارتباطات حکومت، اونا جاگوسه در بیانیه‌ای گفت که این سازمان جاسوسی، هفت سال پیش و در هنگام نشست کمیته امنیت و اطلاعات مجلس نیوزیلند، اطلاعات کمتری گردآوری می‌کرده‌است. بر پایه‌گذارش سالانه دفتر امنیت ارتباطات حکومت، حجم نظارت الکترونیک و تلفنی از نیوزیلندی‌ها در سال ۲۰۱۴ افزایش یافته‌است. در ۱۳ مارس ۲۰۱۵ فرمانده نظامی فیجی، سرتیپ یکم، موسس تیکویتوگا تأیید کرد که نیروهای مسلح فیجی از کارهای گردآوری اطلاعات دفتر امنیت ارتباطات حکومت در فیجی، آگاه بوده‌است.
در ۱۵ مارس ۲۰۱۵ دو روزنامه‌نگار نیکی هگر و رایان گالاگر در نیوزیلند هرالد گزارش کردند که دفتر امنیت ارتباطات حکومت از سامانه نظارت گسترده آژانس امنیت ملی به نام «ایکس‌کی‌اسکور» برای رهگیری ارتباطات ایمیلی چندین وزیر برجسته جزایر سلیمان، کمیسیون حقیقت و آشتی جزایر سلیمان، و مبارز ضد فساد جزایر سلیمان (بنیامین آفوگا) استفاده می‌کرده‌است. در پاسخ، وزیر امور خارجه نیوزیلند، ماری مک‌کالی با تأکید بر اینکه وزرای کشورهای اقیانوس آرام «آنقدر باهوش هستند که آنچه را که روزنامه‌های نیوزلندی می‌خوانند باور نکنند» تلاش کرد گزارش‌های افشاگری جاسوسی را کم‌اهمیت نشان دهد. او همچنین پیشنهاد کرد که دربارهٔ نگرانی‌های این کشورها دربارهٔ برنامه نظارت گسترده، پشت درهای بسته گفتگو کند. رئیس کارکنان جزایر سلیمان، رابرت ایروگا کارهای حکومت نیوزیلند را به خاطر آسیب زدن به چهره نیوزیلند به عنوان «کشور دوست» در اقیانوس آرام جنوبی محکوم کرد. او افزود که ارتباطاتِ درون حلقه حکومت جزایر سلیمان، اطلاعات بسیار محرمانه‌ای بودند که از دید حقوقی از آنِ جزایر سلیمان هستند.
در ۱۶ مارس ۲۰۱۵ ادوارد اسنودن اسناد بیشتری را فاش کرد که نشان می‌دادند دفتر امنیت ارتباطات حکومت یک پایگاه شنود محرمانه با نام رمز کاپریکا در دفتر کمیساریای عالی نیوزیلند در هونیارا پایتخت جزایر سلیمان دارد. بر پایه‌گذارش‌ها پایگاه کاپریکا از روی پایگاه‌های پایگاه‌های آژانس امنیت ملی در سفارت‌های منتخب آمریکا در کشورهای جهان، الگوبرداری شده بود. در ۲۲ مارس ۲۰۱۵ اینترسپت، سند تازه‌ای را فاش کرد که نشان می‌داد دفتر امنیت ارتباطات حکومت ایمیل و ارتباطات اینترنتی چندین دیپلمات خارجی را که در رقابت برای رسیدن به سمت مدیر کل سازمان تجارت جهانی بودند رهگیری می‌کرده‌است. این نظارت به نیابت از وزیر تجارت نیوزیلند، تیم گروسر انجام شد که او هم در حال رقابت برای این جایگاه بود. هدف‌های شناخته شده از برزیل، کاستاریکا، غنا، اردن، اندونزی، کنیا، مکزیک، و کره جنوبی بودند. در نهایت، نامزدی گروسر ناموفق بود و در مه ۲۰۱۳ دیپلمات برزیلی، روبرتو آزِوِدو به سمت مدیر کل سازمان تجارت جهانی برگزیده شد. در پاسخ به این افشاگری، دبیرکل وزارت امور خارجه برزیل سرجیو دانسه، سفیر نیوزیلند در برزیل، کارولین بیلکی را احضار کرد تا از او دربارهٔ کارهای حکومت کشور مطبوعش توضیح بخواهد.
در ۲۶ مارس ۲۰۱۵ بازرس ارشد اطلاعات و امنیت، شریل گوین اعلام کرد که به دنبال ادعاهای جاسوسی دفتر امنیت ارتباطات حکومت از نیوزیلندی‌هایی که در کشورهای اقیانوس آرام کار می‌کنند دست به بازرسی می‌زند. جان کی از این بازرسی استقبال کرد. در ۱۶ آوریل ۲۰۱۵ اینترسپت و نیوزیلند هرالد بر پایه یک سند درز کرده آژانس امنیت ملی به نام «روابط اطلاعاتی آژانس امنیت ملی با نیوزیلند» فاش کردند که دفتر امنیت ارتباطات حکومت از حکومت بنگلادش جاسوسی می‌کرده و این اطلاعات را با خود آن حکومت همرسانی می‌کرده‌است. نیروهای امنیتی بنگلادش در بسیاری از موارد نقض حقوق بشر مانند قتل و شکنجه نقش داشته‌اند. حکومت نیوزیلند از پاسخ به این افشاگری‌ها سر باز زد اما احزاب مخالف از دفتر امنیت ارتباطات حکومت به خاطر همکاری با نیروهای امنیتی بنگلادش انتقاد کردند.
در ۱۹ آوریل ۲۰۱۵ اینترسپت و نیوزیلند هرالد فاش کردند که دفتر امنیت ارتباطات حکومت و آژانس امنیت ملی برای شنود داده ارتباطی بین کنسولگری ارشد چین و دفتر روادید چین در آوکلند (بزرگترین شهر نیوزیلند) با یکدیگر همکاری می‌کنند. بر پایه‌گذارش محرمانه افشا شده‌ای به نام "کارهای در حال اجرای آژانس امنیت ملی در سال ۲۰۱۳" دفتر امنیت ارتباطات حکومت، داده‌های فنی بیشتری را به داده مرتبط با برنامه عملیات دسترسی درخور آژانس امنیت ملی اضافه می‌کند. عملیات دسترسی درخور سامانه قدرتمندی برای رخنه به سامانه‌ها و شبکه‌های رایانه‌ای برای رهگیری ارتباطات آنها است. همچنین دیگر اسناد فاش شده نشان دادند که دفتر امنیت ارتباطات حکومت، نام رمز عملیات شنود خود در اکلند را «فراستبایت» و آمریکا آنرا «باسیلهایدن» نامیده‌است. نام «باسیلهایدن» بر پایه ویسکی بوربن در کنتاکی است که یک بار به آن به عنوان نوشیدنی الکلی مورد علاقه جیمز باند اشاره شد. در پاسخ، سخنگوی سفارت چین در نیوزیلند به نیوزیلند هرالد گفت که چین نگران این گزارش است و اهمیت زیادی به مسائل امنیت سایبری می‌دهد.
در ۵ مه ۲۰۱۵ وزارت نخست‌وزیر و هیئت دولت (نیوزیلند) اعلام کرد که اسنادی که ادوارد اسنودن دربارهٔ دفتر امنیت ارتباطات حکومت و آژانس امنیت ملی فاش کرده، معتبر هستند. اما همکاران ادوارد اسنودن، به‌ویژه روزنامه‌نگار، گلن گرینوالد را به «سوء تفسیر، سوء برداشت، و سوءتفاهم» از اطلاعات فاش شده متهم کرد.

### ممنوعیت هواوی ۲۰۱۸–۲۰۱۹
در اواخر نوامبر ۲۰۱۸ دفتر امنیت ارتباطات حکومت از استفاده شرکت ارائه‌کننده ملی خدمات مخابراتی، اسپارک نیوزیلند از تجهیزات نسل پنجم شبکه سیار شرکت هواوی جلوگیری کرد. اداره‌کننده آن هنگام دفتر امنیت ارتباطات حکومت، اندرو همپتون گفت: «این یک خطر جدی برای امنیت شبکه است». تصمیم نیوزیلند برای جلوگیری استفاده از برنامه توسعه نسل پنجم شرکت هواوی با همراهی چندین کشور غربی دیگر مانند آمریکا، بریتانیا، و استرالیا و همچنین ادامه جنگ تجاری آمریکا و چین (۲۰۱۸–اکنون) مواجه شد.